# EHang
Guangzhou EHang Intelligent Technology Co. Ltd. (en chino simplificado, 广州亿航智能科技有限公司; pinyin, Guǎngzhōu yì-háng zhìnéng kējì yǒuxiàn gōngsī), es una compañía establecida en Guangzhou (China), que desarrolla y manufactura vehículos aéreos no tripulados (VANT) y vehículos aéreos no tripulados de pasajeros (VANT-P), que han entrado en servicio en China para cinematografía aérea, fotografía, respuesta a emergencias y misiones de reconocimiento.

## Historia
EHang anunció el Ehang 184, presentado en el Consumer Electronics Show en enero de 2016, como el primer vehículo aéreo no tripulado de pasajeros (VANT-P) del mundo.
La compañía anunció planes con la Agencia de transporte y carreteras de Dubái en 2017 para lanzar un servicio de taxis voladores autónomos a partir del verano de 2017, pero no sucedió. La compañía también ha trabajado en un proyecto con el Instituto para Sistemas Autónomos de Nevada para un taxi VANT-P que pueda transportar a un solo pasajero por encima de los 23 minutos de vuelo con el EHang 184.
En noviembre de 2018, se firmó un acuerdo con la ciudad de Lyon, Francia, para abrir un centro de investigación allí. Al mismo tiempo, se culminó un acuerdo de cooperación con el Austrian aerospace group FACC para futuros desarrollos, certificación y producción del EHang también en Europa.
El 12 de diciembre de 2019 EHang fue enlistado en el índice de bolsa NASDAQ con el símbolo EH.
El 18 de marzo de 2020, EHang decidió ir en una asociación estratégica con Liria, una ciudad española. Se desarrollará una solución de movilidad aérea urbana. Esto incluye tanto el turismo como también la logística. El Concejo de la ciudad y EHang también trabajarán con la Agencia Estatal de Seguridad Aérea de España. Liria es la segunda ciudad en España donde EHang tiene un convenio.

## Aeronaves

### Ghost
Ghost es un cuadricóptero desarrollado por Ehang en un diseño típico quadrotor con un par de patines como tren de aterrizaje. Sin embargo, Ghost tiene una característica inusual: los rotores están montados debajo de las puntas de los brazos, en lugar de estar montados en la parte superior de las puntas de los brazos como la mayoría de los otros multirrotores. Ghost está destinado principalmente a misiones de fotografía aérea y está controlado por un smartphone. Su nombre completo es Ghost Intelligent Aerial Robot (en chino tradicional, Ghost 智能空中机器人; pinyin, Ghost zhìnéng kōngzhōng jīqìrén).
Referencia datos: mobile geeks

### Características generales
- Envergadura: 0,35 m
- Peso cargado: 0,68 kg
- Planta motriz: 4×  . cada uno.

### Rendimiento
- Velocidad máxima operativa (Vno): 60 km/h
- Techo de vuelo: 914 m
- Régimen de ascenso: 2,5 m/s

### Hexacopter
El Ehang Hexacopter es un VANT desarrollado por Ehang y aún no ha sido nombrado. La existencia de este hexacóptero se reveló por primera vez al público cuando hizo su debut público en agosto de 2014 en el TechCrunch de Beijing. El hexacóptero aún por nombrar está construido de material compuesto de fibra de carbono con un par de patines como tren de aterrizaje. Los brazos de este hexacóptero son curvos, a diferencia de los brazos rectos de la mayoría de multi-rotores actualmente en el mercado.. El Hexacopter rs controlado por una computadora laptop.
Referencia datos: engadget

### Características generales
- Capacidad: 10 kg
- Planta motriz: 6×  . cada uno.

### Rendimiento
- Alcance: 5 km (30 - 40 min)

### EHang 184
El EHang 184 es un dron de pasajeros autónomo capaz de alcanzar más de 62 millas por hora (99,8 km/h).
EHang dice que comenzó a transportar pasajeros en 2015 y desde entonces realizó 40 viajes hasta publicar imágenes en febrero de 2018.
En tres años, se realizaron más de 1.000 vuelos de prueba, incluidos algunos «violentos» con maniquíes, con vientos con fuerza de tormenta, con poca visibilidad, de noche y a 1 pie (0,3 m) sobre el suelo. Tiene ocho hélices en cuatro brazos y, para julio de 2018, se han construido de 30 a 40 EHang 184 de un solo piloto.
Referencia datos: Electric VTOL News and AEROSPACE TECHNOLOGY

### Características generales
- Tripulación: Ninguna (auto-piloteada)
- Capacidad: 1 pasajero
- Longitud: 3,86 m
- Envergadura: 5,5 m
- Altura: 1,44 m
- Planta motriz: 8 en 4 pares de 2×  . cada uno.

### Rendimiento
- Velocidad crucero (Vc): 130 km/h
- Alcance: 16 km

### EHang 216

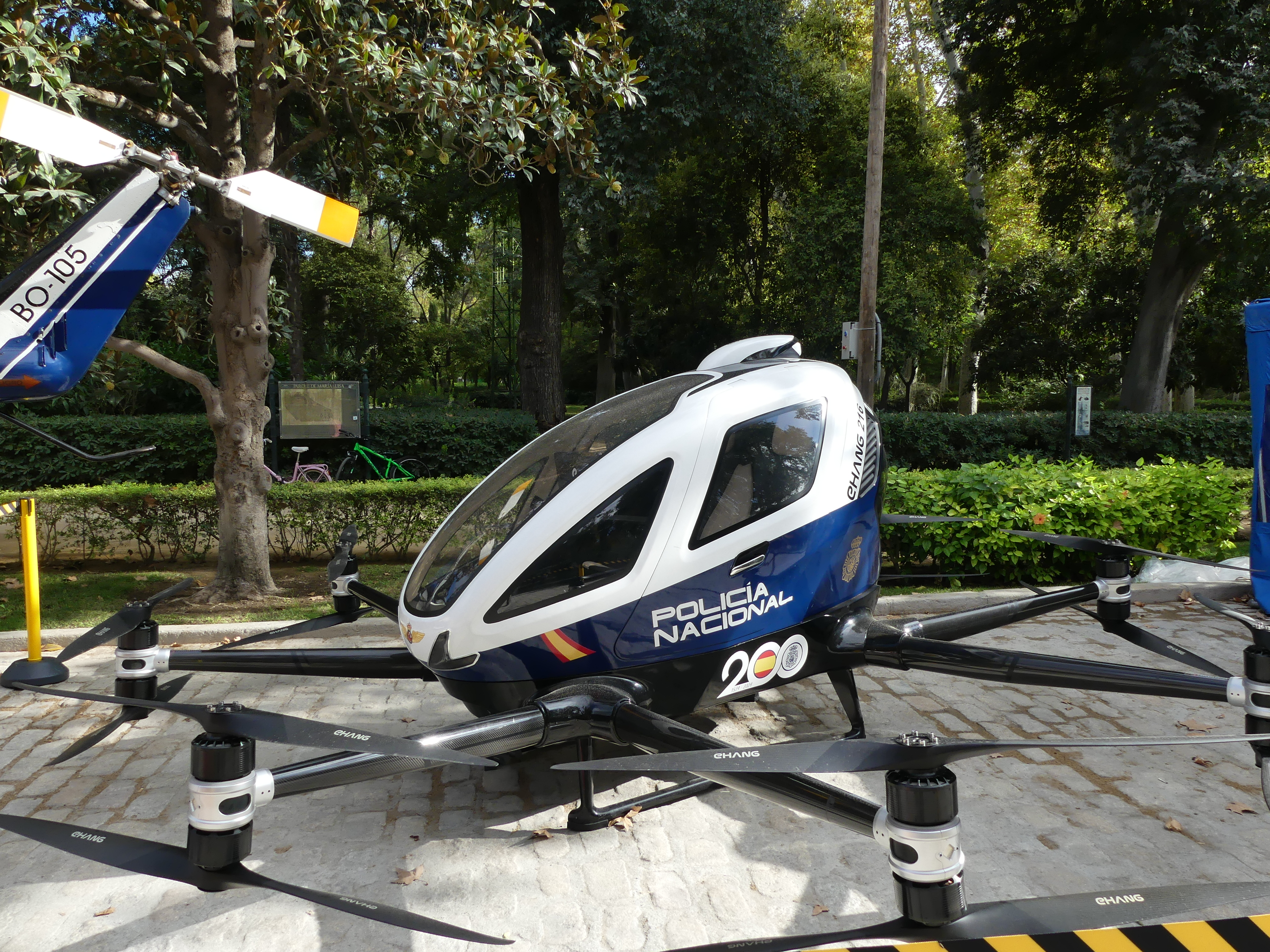
EHang 216 usado por la Policía Nacional de España desde 2020.

El EHang 216 es un biplaza con 16 hélices en un diseño coaxial de doble baliza. Ha realizado más de 1.000 vuelos tripulados hasta julio de 2018 y su alcance máximo volado fue de 8,8 km (5,5 millas).
Puede volar 25 min por un rango de 30-40 kilómetros (16,2-21,6 millas náuticas).
El avión está diseñado para vuelos autónomos, para ser monitoreado desde un centro de comando y control de EHang o de su cliente.
El proveedor austriaco de aeroestructuras FACC AG se asoció con EHang para certificar y producir la aeronave en Europa, dentro de requisitos de certificación más simples para pesos de despegue por debajo de 600 kg (1320 lb).
En octubre de 2018, La AACC aprobó operaciones iniciales de pasajeros en ubicaciones específicas para desarrollar regulaciones de taxis aéreos urbanos.
EHang comenzó a tomar pedidos por adelantado desde entonces, para ir de isla en isla y a un centro turístico costero chino para hacer turismo aéreo dentro de su sitio.
Un servicio de transporte de 1 kilómetro (0,5 millas náuticas) a través del río de su ciudad natal de Guangzhou debería evitar un viaje de 30 minutos debido a la congestión del tráfico en el puente del centro.
La empresa estadounidense de biotecnología United Therapeutics, que fabrica órganos para trasplantes humanos, debería probar la entrega rápida automatizada del laboratorio al hospital a finales de 2019.
En marzo de 2020, la Autoridad de Aviación Civil de Noruega emitió un permiso para vuelos tripulados de prueba y certificación. Es la primera aprobación de este tipo en Europa.
El 27 de mayo de 2020, EHang obtuvo la primera aprobación de operación piloto comercial del mundo de la Administración de Aviación Civil de China (AACC) para utilizar los VANT EHang 216 para pasajeros con fines de logística aérea. El EHang 216 recibió un certificado de operaciones de vuelo especial (SFOC, Special Flight Operations Certificate) del Transport Canada Civil Aviation (TCCA) para vuelos de prueba en Quebec, Canadá.
En 2021 el EHang 216 fue incorporado al Servicio de Medios Aéreos de la Policía Nacional de España. En 2022 este cuerpo de policía realizó los primeros vuelos de prueba.
Referencia datos: Electric VTOL News

### Características generales
- Tripulación: Ninguna (auto-piloteada)
- Capacidad: 2 pasajeros (260 kg)
- Longitud: 5,61 m
- Envergadura: 5,5 m
- Altura: 1,76 m
- Planta motriz: 16× Eléctrico . cada uno.

### Rendimiento
- Velocidad máxima operativa (Vno):  160 km/h
- Velocidad crucero (Vc): 130 km/h
- Velocidad mínima controlable (Vmc): 70 km/h
- Alcance: 16 km

#### Extinción de incendios desde el aire
El EHang 216F es una versión que se puede utilizar para combatir incendios desde el aire, especialmente en edificios de gran altura. La altura máxima de vuelo es de 600 m, puede transportar hasta 150 L de líquido extintor de incendios. Con una cámara, el fuego es localizado de forma independiente.